# Œnococcus œni
Genre
Espèces de rang inférieur
- Oenococcus kitaharae (Endo et Okada 2006)
- Oenococcus oeni (Garvie, 1967), (Dicks et al. 1995)

Oenococcus oeni (anciennement Leuconostoc oenos remplacé en 1995) est une bactérie lactique du genre Oenococcus.

## Utilisation œnologique

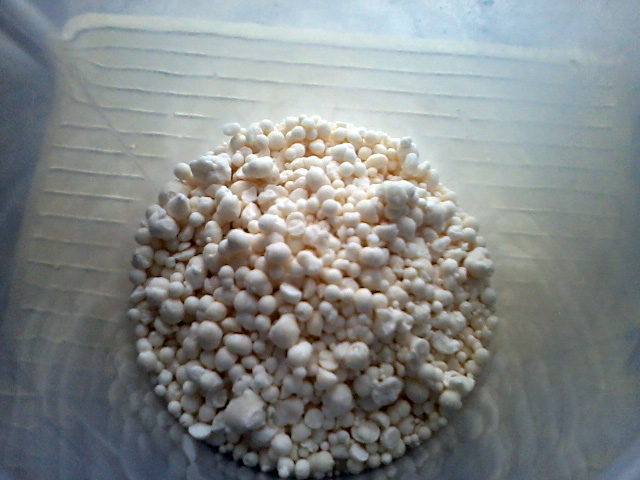
Bactéries lactiques sur-congelées pour utilisation œnologique

Cette espèce bactérienne est responsable de la fermentation malolactique sur les vins, qui intervient normalement après la fermentation alcoolique des levures.

## Caractéristiques morphologiques et biochimiques
- Des coques sphériques ou ovalaires
- Gram +
- De 0.5 à 0.7 µm
- Non mobiles et non sporulés.
- Organisation en paires ou courtes chaînettes sinueuse.
- Anaérobie facultative.
- Chimio-organotrophes.
- Mésophiles (20-30 °C).
- Hétérofermentaires.
- Asporogènes

## Métabolisme

### Métabolisme des sucres
Le métabolisme des sucres est hétérofermentaire, et transforme :
- Les pentoses en lactate et acétate
  - 1 pentose → 1 lactate  +  1 acétate  +  2 ATP
- Les hexoses en lactate, acétate, éthanol et CO2
  - 1 hexose → 1 lactate + 1 CO2 + (1 acétate + 2 ATP) / (1 éthanol + 1 ATP)

### Métabolismes des acides

#### Acide L-malique en acide L-lactique
A l'aide de l’enzyme malolactique, la réaction se produit tel que : 
COOH-CH2-CHOH-COOH → CH3-CHOH-COOH + CO2

#### Acide citrique
À partir de la dégradation du citrate, productions possible d'acétate, de lactate, d'éthanol, de lipides ou d'acides gras, et de substances acétoïniques comme le diacétyle, l’acétoïne, et le 2,3-butanediol. Ces dernières substances sont des composés aromatiques caractéristiques de notes de beurre/lacté, pouvant être recherchées dans les vins blancs.

### Autres métabolismes

#### Décarboxylation de l’histidine et de la tyrosine
Production non désirée d'histamine et de tyramine qui sont des amines biogènes. 

#### Dégradation de l'arginine
La réaction, grâce à l’enzyme agrinine déiminase, produit en faible quantité un composé cancérigène :
- arginine → citrulline  → carbamate d’éthyle